# Anomala gordiana
Anomala gordiana är en skalbaggsart som beskrevs av Ohaus 1932. Anomala gordiana ingår i släktet Anomala och familjen Rutelidae. Inga underarter finns listade i Catalogue of Life.